# Mathias Posch
Mathias Posch (24 de julio de 1999) es un deportista austríaco que compite en escalada. En los Juegos Europeos de Cracovia 2023 consiguió una medalla de bronce en la prueba de dificultad.

## Palmarés internacional
| Juegos Europeos | Juegos Europeos  | Juegos Europeos   | Juegos Europeos |
| Año             | Lugar            | Medalla           | Prueba          |
| --------------- | ---------------- | ----------------- | --------------- |
| 2023            | Tarnów (Polonia) | Medalla de bronce | Dificultad      |